# سه اولمون گوجوسان
پادشاه سه اولمون سی و چهارمین پادشاه گیجا گوجوسان بود . او از ۳۶۹ قبل از میلاد تا ۳۶۱ قبل از میلاد سلطنت کرد. نام واقعی او ها (هانگول: 하، هانجا: 賀) بود. بعد از او  گی یئونگ سون به سلطنت رسید. 